# Plebejus coreana
Plebejus coreana är en fjärilsart som beskrevs av Tutt 1909. Plebejus coreana ingår i släktet Plebejus och familjen juvelvingar. Inga underarter finns listade i Catalogue of Life.